# Салера (Кампобасо)
Салера је насеље у Италији у округу Кампобасо, региону Молизе.
Према процени из 2011. у насељу је живело 50 становника. Насеље се налази на надморској висини од 646 м.